# ك م بحر الإسلام
يشغل ك م بحر الاسلام حاليًا منصب رئيس مركز التميز في السياسة العامة والحكومة في المعهد الهندي للإدارة في كاشيبور. شغل منصب عميد (الأكاديميين) خلال الفترة 2019-2021 في نفس المعهد. تم انتخابه كزميل في الجمعية الملكية الآسيوية لبريطانيا العظمى وأيرلندا في 18 مارس 2020.

## تعيينات
خلال الفترة من 2016 إلى 2018 كان زميلًا في المعهد الهندي للدراسات المتقدمة، شيملا، الهند حيث عمل في مجال Translingualism والهجرة. وهو متخصص في مجالات تقييمات برامج التنمية، وتحليل السياسات، والتطوير المؤسسي، وسياسات تكنولوجيا المعلومات والاتصالات، والحكومة الإلكترونية في آسيا وأفريقيا. يشغل البروفيسور إسلام منصب أستاذ الاتصالات في المعهد الهندي للإدارة بكاشيبور. وهو عضو في مجلس محافظي المعهد الهندي للإدارة في كاشيبور والمجلس الأكاديمي لجامعة عليكرة الإسلامية.
وهو زميل في معهد الولايات المتحدة لسياسة الهند في واشنطن العاصمة. حصل على منحة شاستري البحثية التعاونية المؤسسية (2018-20) من قبل معهد شاستري الهندي الكندي لمشروع «التنوع بين الجنسين في غرف الاجتماعات وكليات إدارة الأعمال» بالتعاون مع روبا بانيرجي من جامعة رايرسون، كندا. كما تمت معاقبته على مشروع مخطط بحث إجرائي حول التعليم القانوني المستمر من قبل وزارة القانون والعدل، حكومة الهند (2018-2019). أجرى دراسة بنغلاديش والهند حول «النشر المشترك لكابلات الألياف الضوئية على طول الطرق السريعة الآسيوية والسكك الحديدية العابرة لآسيا من أجل المرونة الإلكترونية» في إطار مبادرة طريق المعلومات السريع لمنطقة آسيا والمحيط الهادئ التابعة للجنة الاقتصادية والاجتماعية لآسيا التابعة للأمم المتحدة والمحيط الهادئ (UNESCAP)، بانكوك.
تم اختيار إسلام كزميل دولي في مركز الملك عبد الله الدولي للحوار بين الأديان والثقافات في فيينا، المعروف باسم مركز KAICIID للحوار للفترة 2015-2016. شغل منصب رئيس مجلس الإدارة والرئيس التنفيذي لشركة South Asia Development Gateway التي أنشأتها Development Gateway من 2007 إلى 2012. حصل على أول بكالوريوس وماجستير في جامعة عليكرة الإسلامية. أكمل درجتي البكالوريوس الثانية والثالثة بعد التخرج في التربية (BEd) والقانون (LLB) من جامعة آسام. حصل على درجة الدكتوراه في «التقنيات الجديدة لصفوف اللغة الإنجليزية» من جامعة تيزبور، الهند. حصل على ماجستير في القانون (قانون تكنولوجيا المعلومات والاتصالات) في كلية ستراثكلايد للقانون بجامعة ستراثكلايد مع زمالة أكاديمية الاتصالات البريطانية. أجرى دراسات ما بعد الدكتوراه بناءً على التعليمات المستندة إلى الإنترنت في المعهد الآسيوي للتكنولوجيا في بانكوك. حصل إسلام على ماجستير إدارة الأعمال من جامعة IK Gujral Punjab التقنية ودرجة الدكتوراه الثانية في العدالة الانتقالية من جامعة Assam Don Bosco في جواهاتي. وهو خريج كلية إدارة الأعمال بجامعة هارفارد، GLOCOLL (2013-14 دفعة). وجامعة برن، IPDET (دفعة 2018).
قاد البروفيسور إسلام برنامجًا إقليميًا كبيرًا لبناء القدرات يسمى «بناء قدرات التقييم البيئي في جنوب آسيا» بتمويل من البنك الدولي خلال 2014-2016. في إطار المشروع، خطط ونجح في تجريب تخصص ماجستير إدارة الأعمال الخضراء ضمن برنامج الدراسات العليا في الإدارة مثل المعهد الهندي للإدارة في كاشيبور. كان المحقق الرئيسي في مشروع «مؤشرات الأداء للمحاكم الفرعية والسياسات الإيحائية / التغييرات الإجرائية لتقليل معلقة القضايا المدنية» بتمويل من وزارة القانون والعدل، مشروع حكومة الهند قيد البحث في مخطط الإصلاح القضائي.  كان مدير مشروع لمشروع بحثي كبير حول إستراتيجية الاتصال لإدارة الكوارث في ولاية أوتارانتشال في الهند. الاتصال هو أحد القضايا الرئيسية خلال أي حالة طوارئ، والتخطيط المسبق للاتصالات أمر بالغ الأهمية. يمكن أن يؤدي سوء التواصل بسهولة إلى تصاعد الأحداث الطارئة دون داعٍ. هذا مشروع كبير يموله المجلس الهندي لأبحاث العلوم الاجتماعية بعد فيضانات شمال الهند عام 2013 .

## الحياة المهنية
بدأ حياته المهنية كعضو هيئة تدريس في العلوم الإنسانية في المعهد الوطني للتكنولوجيا، سيلشار حيث عمل في سلك التدريس من 1994 إلى 2002. كان المعهد يعرف سابقًا باسم كلية الهندسة الإقليمية، سيلشار. أسس وترأس مركز تكنولوجيا التعليم في المعهد الوطني للتكنولوجيا Silchar في الهند حيث درس لمدة ثماني سنوات. كان جزءًا من هيئة التدريس خلال السنوات الأولى من تطوير معهد كيغالي للعلوم والتكنولوجيا والإدارة (KIST)، في رواندا (2000-2001) والذي يُعرف الآن باسم كلية العلوم والتكنولوجيا.
عمل بحر الإسلام أيضًا كقارئ في المجلس الوطني للبحوث التربوية والتدريب، نيودلهي (2002). في 2002-2003، تم إعارة بحر الإسلام إلى جامعة أديس أبابا كأستاذ مشارك. لخدمة المجتمعات الشعبية، أنشأ الإسلام منظمة غير حكومية في ولاية آسام في الهند تسمى مؤسسة PFI ، وشغل منصب المدير التنفيذي الفخري لها. أثناء عمله في المؤسسة، حصل على شهادتي تقدير من جائزة سوق التنمية التابع للبنك الدولي في عامي 2003 و 2007 عن مشاريعه المتعلقة بتعليم الأطفال المعوقين في إثيوبيا وعيادة العناية بالعيون المتنقلة في شمال شرق الهند على التوالي.
عمل بحر الإسلام في وقت سابق كمستشار لسياسة تكنولوجيا المعلومات والاتصالات والحكومة الإلكترونية في لجنة الأمم المتحدة الاقتصادية لأفريقيا (UNECA)، أديس أبابا     ولجنة الأمم المتحدة الاقتصادية والاجتماعية لآسيا والمحيط الهادئ (UNESCAP)، بانكوك. شارك في العديد من مشاريع الأمم المتحدة في آسيا وإفريقيا في دول مثل كمبوديا ورواندا وإثيوبيا وغامبيا وغانا وأوغندا وكينيا والسودان ومصر وتنزانيا وسيراليون. تشمل منشوراته إستراتيجية الحكومة الإلكترونية لغامبيا (التي نشرتها لجنة الأمم المتحدة الاقتصادية لأفريقيا)  وسياسة وطنية لتكنولوجيا المعلومات والاتصالات تسمى سياسة وخطط NICI لغامبيا بتكليف من لجنة الأمم المتحدة الاقتصادية لأفريقيا. كتب فصلاً في الموسوعة الرقمية عن تكنولوجيا المعلومات والاتصالات والتنمية الاقتصادية. تم تسجيله كمحامي من قبل مجلس نقابة المحامين في الهند في عام 2004 وتم تسجيله كعضو في نقابة المحامين في محكمة جواهاتي العليا.

## المنشورات
1. استكشاف حالة المعلومات المجتمعية والتدريب من أجل الاستعداد للكوارث وممارسات التخفيف: تقييم للفيضانات السريعة لعام 2013 في أوتارانتشال. في المجلة الدولية لإدارة الطوارئ (2018): (المؤلف المشارك: آصف خان وأرشان ميترا)
2. التحليلات التنبؤية للحد من الصراع بين الإنسان والحيوان (2017) (المؤلف المشارك: نيتين سينغ). في المجلة الدولية للتنمية والصراع 7 (2017)، ص. 81-96 [18]
3. أجندة السياسة العامة: فك تشفير الاستدامة للهند (2016)، (Islam، KMB and Raushan A، co-ed). بلومزبري [19]
4. إصلاحات السياسة التعليمية: منظور وطني (2017). (Islam، KMB and Iftekhar، SN، co-Ed). بلومزبري [20]
5. اتجاهات جديدة في الإعلام (2015). محرران. KM Baharul Islam و Nandita Roy [21]
6. قضايا في حقوق المرأة: كتاب مرجعي للممارسين (2014). KM Baharul Islam (محرر) [22]
7. قضية الاغتصاب في دلهي: دور وسائل التواصل الاجتماعي في الاحتجاجات وتغيير السياسات؛ داش، بي بي والإسلام، كي إم بي (2017). في من ميدان التحرير إلى فيرغسون: الشبكات الاجتماعية كميسرين للحركات الاجتماعية، جولييت دي (محررة)؛ نيويورك: بيتر لانج. ((ردمك 1433129396)) [23]
8. تدريس اللغة الإنجليزية والمكتبة الرقمية: نظرة عامة على الموارد المتاحة عبر الإنترنت (2017). في المكتبة الرقمية ومبادرات الوصول المفتوح، KC Satpathy (محرر). كتاب شنكر نيو دلهي ((ردمك 978-93-81893-13-5))، ص. 29-42.[24]
9. المحاضرون خارج الفصول الدراسية: طرق مفتوحة المصدر للطلاب (2017) (مع KC Satpathy). في المكتبة الرقمية ومبادرات الوصول المفتوح، KC Satpathy (محرر). كتاب شنكر نيو دلهي ((ردمك 978-93-81893-13-5))، ص. 365 - 75. [24]
10. إدارة موارد المياه المجتمعية في شمال شرق الهند: دروس من سياق عالمي. المحررون: سي كي جاين، كيه إم بهارول إسلام، شيخار سارما.
11. السياسات والخطط الوطنية لتكنولوجيا المعلومات والاتصالات للحد من الفقر: الاتجاهات والقضايا الناشئة - ربط أوراق إستراتيجية الحد من الفقر بالسياسات والخطط الوطنية لتكنولوجيا المعلومات والاتصالات: دراسة حالة. لجنة الأمم المتحدة الاقتصادية لأفريقيا، 2004.
12. تعليم حقوق المرأة، مجلة محو الأمية على الإنترنت، بنسلفانيا [25]
13. السياسة والخطط الوطنية لتكنولوجيا المعلومات والاتصالات لسيراليون، الأمم المتحدة - اللجنة الاقتصادية لأفريقيا، أديس أبابا (2006) [26]
14. الإطار الإقليمي للحكومة الإلكترونية لجماعة شرق إفريقيا، لجنة الأمم المتحدة الاقتصادية لأفريقيا، أديس أبابا / EAC ، أروشا، منشورات تنزانيا، 2006 [27]
15. السياسة والخطط الوطنية لتكنولوجيا المعلومات والاتصالات في غامبيا، UN-ECA ، أديس أبابا (2004) [28]
16. إستراتيجية الحكومة الإلكترونية لغامبيا، الأمم المتحدة - اللجنة الاقتصادية لأفريقيا، أديس أبابا (2004) [29]
17. الإستراتيجية الإقليمية لتكنولوجيا المعلومات والاتصالات للكوميسا (السوق المشتركة لشرق وجنوب إفريقيا)، U ”NECA / الكوميسا، 2004 [30]
18. العدالة الاجتماعية وقضايا أخرى (محرر)، منشورات REC Silchar ؛ سيلشار 1998 [31]
19. اللغة الإنجليزية للعلوم والتكنولوجيا: منهج صوتي ومرئي (Auth)، منشورات Shaddhanjali ، Silchar ، 1997 [32]
20. التجارة الإلكترونية: القوانين والجرائم الإلكترونية، في خريطة الطريق نحو آلية ردع الجريمة الإلكترونية (محرر.) ن. ديكا. 2008. سان، جواهاتي الهند [33]
21. التنمية الإقليمية المتكاملة في الهند، مراجعة الاقتصاد (ديسمبر 2007)، IIPM ، نيودلهي [34]
22. تكنولوجيا المعلومات والاتصالات من أجل الحد من الفقر: المنظور الأفريقي، موسوعة الحكم الرقمي، 2006 ؛ Idea Group Inc. Hershey، PA 17033 USA [35]
23. تكنولوجيا المعلومات والاتصالات من أجل التنمية الاجتماعية والاقتصادية: نموذج العمل، في الأسواق الإلكترونية الأفريقية. Eds Aida Opoku-Mensah & M. Salih. الكتب الدولية والأمم المتحدة، هولندا، 2007 [36]
24. النهضة الأفريقية، نشرة كتابية نشرت في المجلة الأثيوبية، عدد أكتوبر 2003.[37]
25. مشاكل وآفاق ومستقبل تعليم الأقليات في الهند: دراسة حالة للتعليم المدرسي في آسام، إدارة التعليم المدرسي في الهند (إد. نيلام سود)، نيودلهي، APH ، 2003.[38]
26. الحكومة الإلكترونية: التجربة الهندية، تركيز تكنولوجيا المعلومات والاتصالات، المجلد: 2 العدد: 3 نوفمبر / 03 ؛ أديس أبابا [39]
27. قضايا الوصول والمساواة في عبور الفجوة الرقمية من خلال التعلم المفتوح والتعليم عن بعد، حجم مؤتمر AAOU XV ، 2002، IGNOU: نيودلهي.[40]
28. تكنولوجيا المعلومات والاتصالات للتعليم في إثيوبيا، Ethiopian Herald ، يونيو 2003 [41]
29. تكوين دائرة خارجية في اللغة: تدريس اللغة الإنجليزية كلغة أجنبية (TEFL) كوسيلة للحساسيات الجنسانية، إجراءات ILS ، المؤتمر السنوي الخامس عشر، جامعة أديس أبابا، أديس أبابا؛ 2003 [42]
30. شبكات الكمبيوتر كوسائل إعلام: استكشاف إمكانيات مبادرات الكمبيوتر في TEFL في إثيوبيا (تأليف مشترك: Demisse T.)، إجراءات ILS ، المؤتمر السنوي الخامس عشر، جامعة أديس أبابا، أديس أبابا؛ 2003 [43]
31. نحو ESP في إثيوبيا: استبيان ثلاثي الأبعاد لاحتياجات اللغة الإنجليزية، وقائع المؤتمر الثاني متعدد التخصصات لتدريس اللغة الإنجليزية، جامعة الوحدة، أديس أبابا؛ أبريل 2003 [44]
32. المحتوى الثقافي واكتساب اللغة الأجنبية: حالة لتغيير النموذج في إثيوبيا، مؤتمر OSSREA السنوي، منظمة أبحاث العلوم الاجتماعية في شرق وجنوب إفريقيا؛ أديس أبابا، حزيران / يونيو 2003 [45]
33. تعليم حقوق المرأة، مجلة محو الأمية على الإنترنت، بنسلفانيا [46]
34. التعليم المفتوح والتعليم عن بعد للنازحين: طريق للرعاية الاجتماعية، التعليم المفتوح والتعليم عن بعد، إد. موخوبادهيا، إم آند إم بارهار، نيودلهي 1997 [47]

## صالة عرض

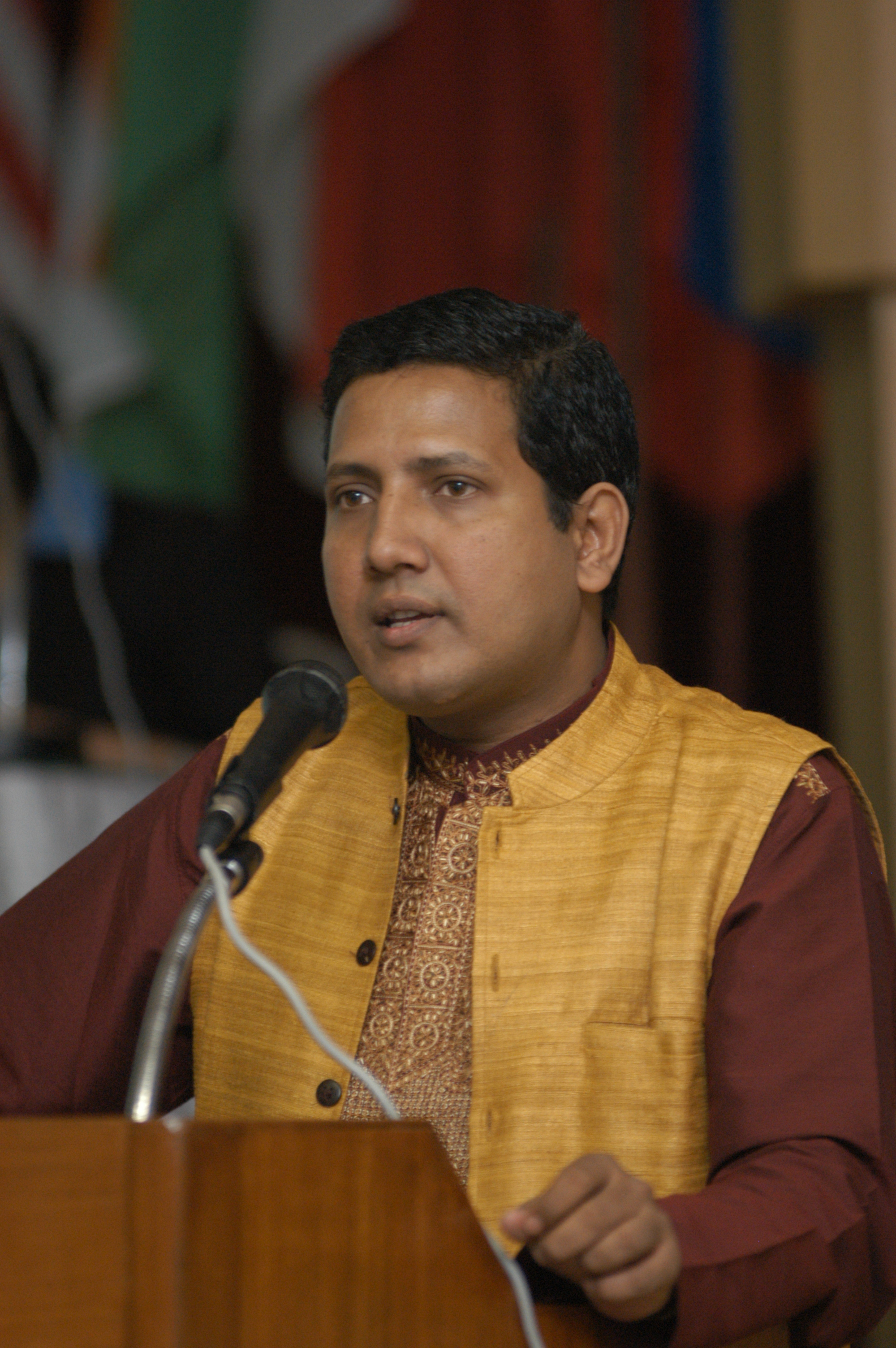
بحر الإسلام يتحدث في مؤتمر بانكوك بين الثقافات 2008
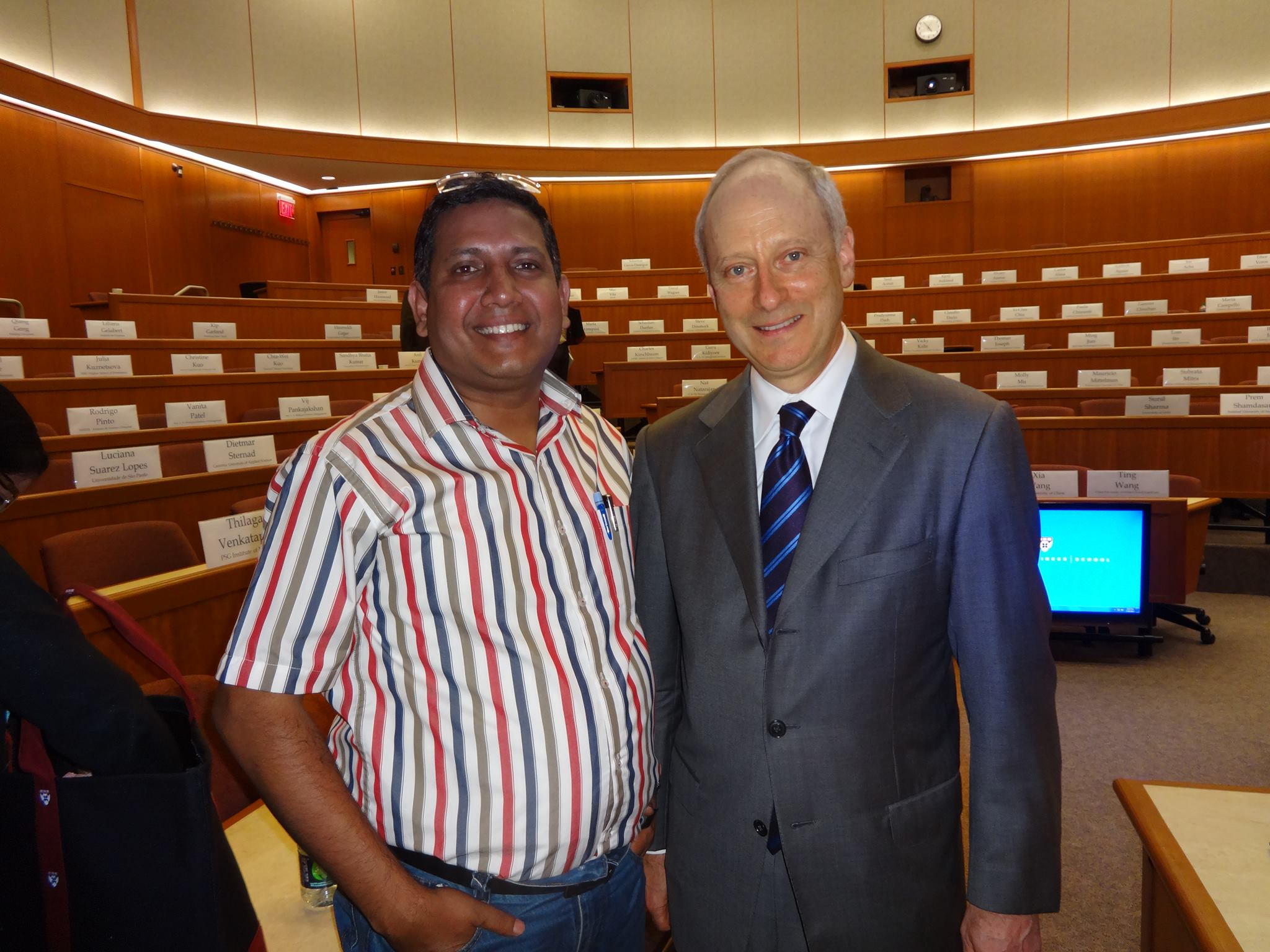
البروفيسور بحر الإسلام مع البروفيسور مايكل ج. سانديل في كلية هارفارد للأعمال خلال فصل GLOCOLL (يوليو 2013)
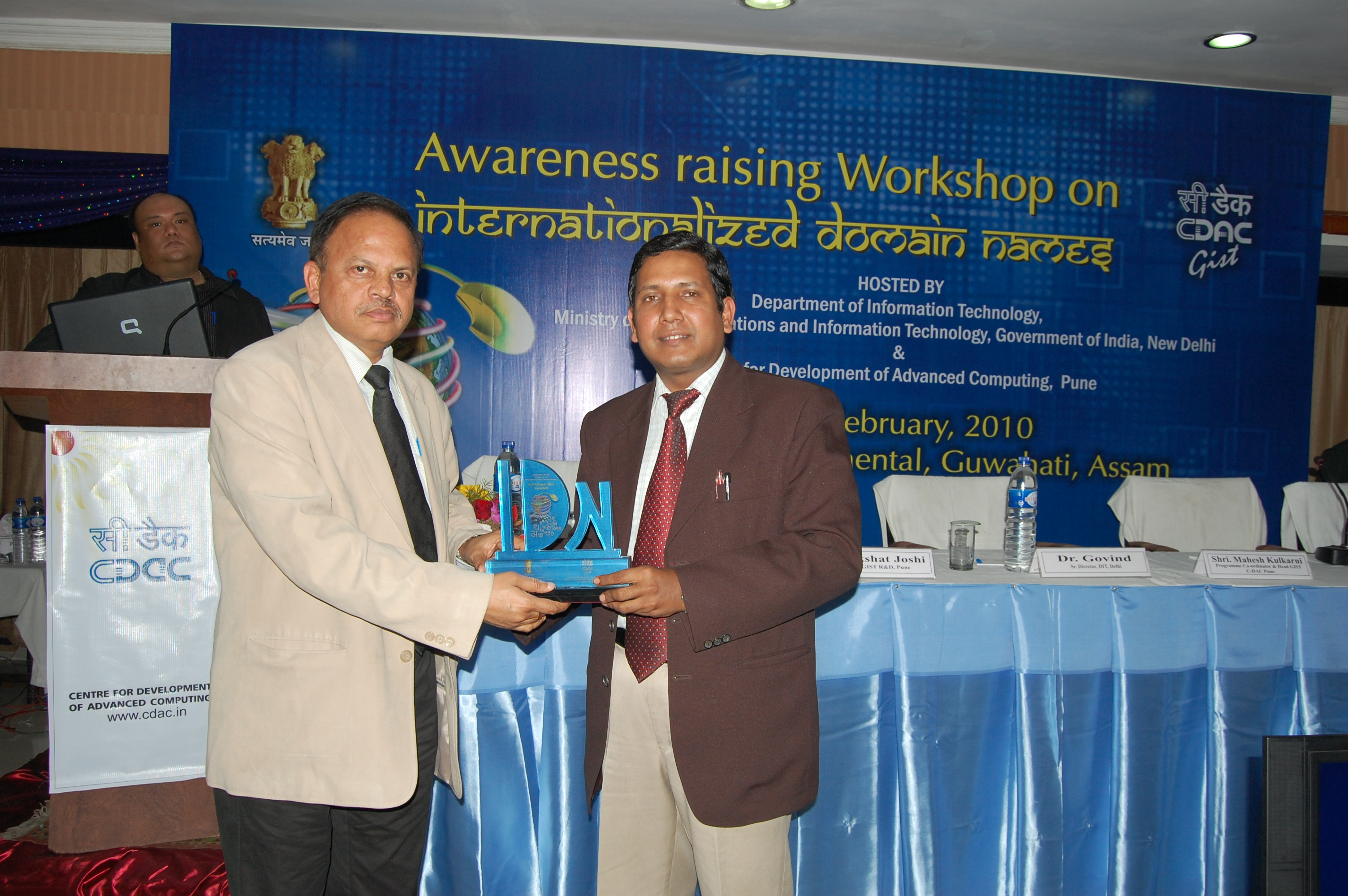
بحر الإسلام يسلم تذكارًا من قسم تكنولوجيا المعلومات في وظيفة حكومية في الهند في جواهاتي (الهند) فبراير 2010
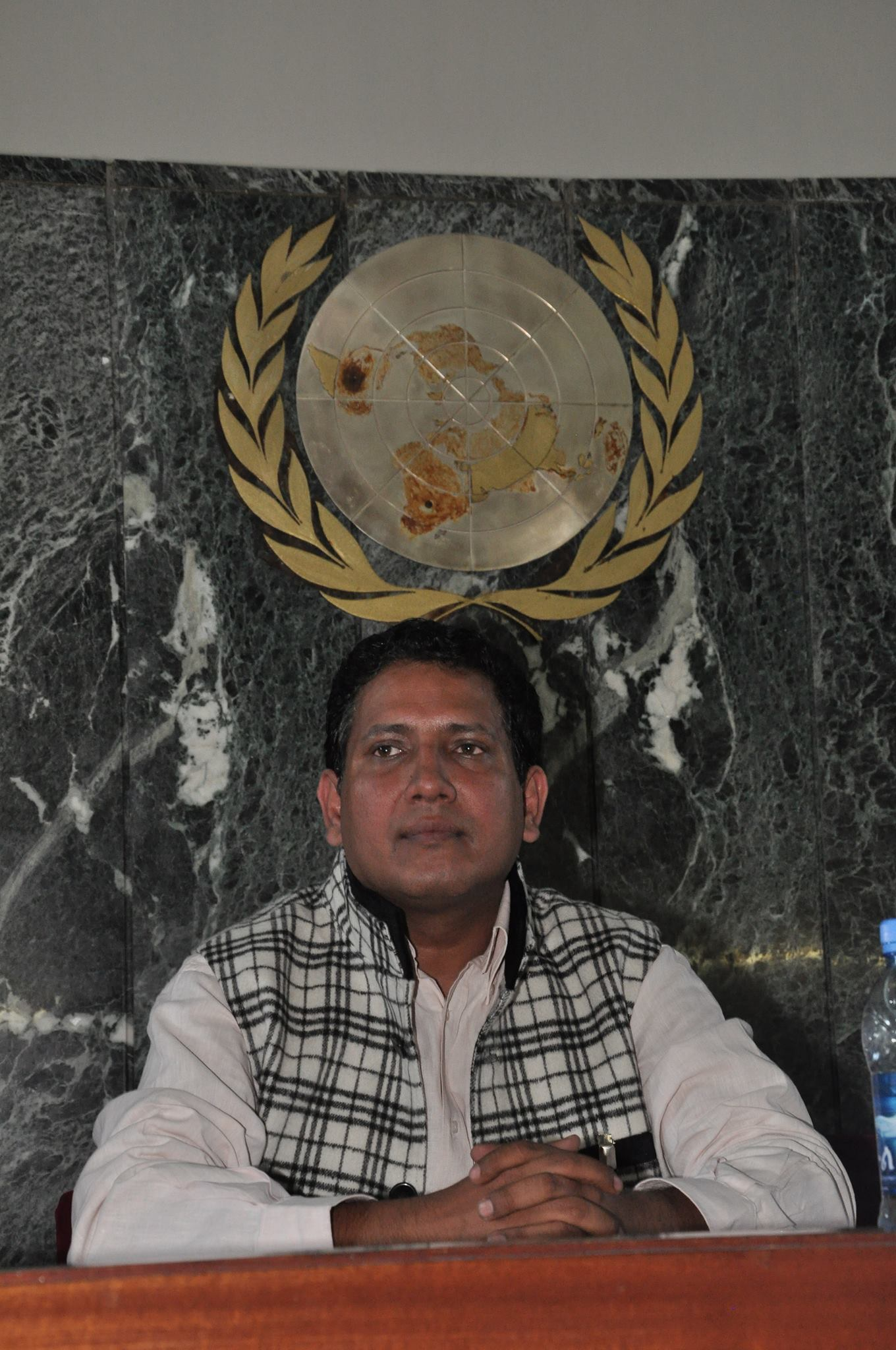
الأستاذ بحر الإسلام في المؤتمر الاقتصادي الأفريقي 2009 ، لجنة الأمم المتحدة الاقتصادية لأفريقيا ، أديس أبابا